# Municipio de San Nicolás Buenos Aires
El municipio de San Nicolás Buenos Aires es un municipio ubicado en el estado de Puebla, México. Según el censo de 2020, tiene una población de 10 464 habitantes.
Se localiza al oriente del estado y su cabecera es la población de San Nicolás Buenos Aires.

## Geografía
El municipio de San Nicolás Buenos Aires se localiza al oriente del territorio de Puebla, formando parte de la región III Serdán y Valles Centrales. Tiene una extensión territorial total de 210.17 kilómetros cuadrados, que equivalen al 0.6% de la superficie total del estado, y sus coordenadas geográficas extremas son 19°8′ - 19°20′ de latitud norte y 97°28′ - 97°35′ de longitud oeste. Tiene una elevación media de 2380 metros sobre el nivel del mar.
El territorio del municipio limita al norte con Oriental y Tepeyahualco; al sur con San Salvador el Seco y Tlachichuca; al este con el Guadalupe Victoria, y al oeste con San Salvador el Seco.

## Demografía
De acuerdo a los resultados del Censo de Población y Vivienda realizado en 2020 por el Instituto Nacional de Estadística y Geografía, la población total del municipio de San Nicolás Buenos Aires es de 10 464 habitantes.
La densidad poblacional del municipio es de 49.79 habitantes por kilómetro cuadrados.

### Localidades
En el municipio se encuentran un total de 40 localidades. Las principales son las siguientes:
| Localidad                | Población |
| Total Municipio          | 10 464    |
| Emilio Portes Gil        | 3530      |
| San Nicolás Buenos Aires | 3225      |
| San Francisco la Mata    | 1004      |
| Venustiano Carranza      | 871       |
| Miguel Hidalgo           | 628       |

## Política
El municipio hoy denominado como San Nicolás Buenos Aires originalmente fue creado con el nombre de municipio de Malpaís, que alrededor de 1920 fue suprimido e integrado en el hoy municipio de Chalchicomula, pero que para 1930 fue restaurado como tal. El 31 de enero de 1941 un decreto le modificó al nombre de Malpaís al de municipio de San Nicolás de Buenos Aires y finalmente hacia 1990 quedó fijado en el actual, San Nicolás Buenos Aires.
El gobierno del municipio de San Nicolás Buenos Aires corresponde a su ayuntamiento, que es electo por un periodo de tres años que pueden ser renovados para un único periodo inmediato. El ayuntamiento está integrado por el presidente municipal, un síndico y el cabildo integrado por seis regidores, tres los cuales son electos por el principio de mayoría relativa y tres por el de representación proporcional.

### Representación legislativa
Para la elección de diputados locales al Congreso de Puebla y de diputados federales a la Cámara de Diputados federal, el municipio se encuentra integrado en los siguientes distritos electorales:
Local:
- Distrito electoral local XVIII de Puebla, con cabecera en Acatzingo.[8]

Federal:
- Distrito electoral federal IV de Puebla, con cabecera en Libres.[8]

### Presidentes municipales
| Presidente                                | Periodo | Periodo |
| Presidente                                | Inicio  | Término |
| ----------------------------------------- | ------- | ------- |
| Pastor Domínguez                          | 1939    | 1942    |
| Enrique Castro                            | 1942    | 1945    |
| José Egenio Huerta                        | 1945    | 1948    |
| Manuel Mora Rodríguez                     | 1948    | 1951    |
| Dolores Fabián Sánchez                    | 1951    | 1954    |
| Raymundo Domínguez y Domínguez            | 1954    | 1957    |
| Ignacio Castro González                   | 1957    | 1960    |
| Juan Espinoza Martínez                    | 1960    | 1963    |
| José Eugenio Elvira                       | 1963    | 1966    |
| Eloy Juárez Domínguez                     | 1966    | 1969    |
| Juan Pérez Espinoza                       | 1969    | 1972    |
| Melitón Cabrera Pérez                     | 1972    | 1975    |
| Alberto Mora Santiago                     | 1975    | 1978    |
| Sebastián Fabián Santiago                 | 1978    | 1981    |
| Alfonso López Crispín                     | 1981    | 1984    |
| Francisco Espinoza Ramírez                | 1984    | 1987    |
| Antonio Elvira Augenio                    | 1987    | 1990    |
| Ignacio Eugenio Elvira                    | 1990    | 1993    |
| Carlos Espinoza Limón                     | 1993    | 1996    |
| Ezequiel Cabrera Fabián                   | 1996    | 1999    |
| Oswaldo Espinoza Nativitas                | 1999    | 2001    |
| Filemón Castro Elvira                     | 2002    | 2005    |
| José Luis Limón Pérez                     | 2005    | 2008    |
| José Pedro Sánchez López                  | 2008    | 2011    |
| Choloy cuellar                            | 2021    | 2024    |
| referencias:Gobierno del estado de Puebla |         |         |